# Mirăslău (gmina)
Mirăslău – gmina w Rumunii, w okręgu Alba. Obejmuje miejscowości Cicău, Decea, Lopadea Veche, Mirăslău, Ormeniș i Rachiș. W 2011 roku liczyła 1985 mieszkańców. 